# Rock and roll
Rock and roll (også stavet rock'n'roll) er en musikgenre, der oprindelig stammer fra USA og har sine rødder i en lang række eksisterende genrer: Blues, boogie-woogie, country&western, jazz, swing og gospel. Genrens egentlige opståen kan dateres til fremkomsten af rhythm'n'blues, en musikgenre, der hovedsagelig var populær blandt sorte i USA.
I 1953 introducerede den hvide discjockey Alan Freed denne genre til et hvidt publikum under navnet rock'n'roll. Tidlig rock'n'roll bestod af cover-versioner af rhythm'n'blues-numre.
Efterhånden inkorporerede rock'n'roll også bl.a. inspiration fra country-musikken, der ofte er blevet set som en typisk "hvid" musikgenre. Det store gennembrud fik rock'n'roll i 1954 med Bill Haleys hits Rock Around The Clock og Shake, Rattle and Roll, der oprindeligt var indspillet samme år af den farvede sanger Big Joe Turner. Det var også i 1954 at Elvis Presley fik succes med That's All Right og i 1956 kom så hans verdensomspændende gennembrud med Heartbreak Hotel. Elvis' besætning med guitar, bas (dengang en kontrabas) og trommer kom til at danne skole. Senere blev også saxofon et hyppigt anvendt instrument i rock'n'roll-musikken.
Rock'n'roll er stamfar til vore dages rock-musik, men mødte i starten en del modstand. I juni 1956 nedlagde øvrigheden i Santa Cruz county forbud mod "rock and roll og andre typer ophidsende musik", fremkaldt af en lørdagsdans på stedet, hvor omkring 200 unge havde danset med "suggestive og obskøne bevægelser" til musik som Pachuko Bop fremført af et farvet band fra Los Angeles ved navn Chuck Higgins and his Orchestra. Forbud mod rock-musik i 1950'ernes USA har været udlagt som et forsøg på at begrænse afroamerikanske kulturimpulser i at påvirke unge hvide. Men da der et par uger senere kom et tilsvarende forbud i Asbury Park i New Jersey, var det efter en koncert med den 13-årige Frankie Lymon & the Teenagers fra New York City, hvor henved 3.000 unge af forskellige hudfarver stimlede sammen, og her kom det til voldsomheder, hvor en mand blev knivstukket.
De første musikere som førte genren frem var
- Chuck Berry
- Elvis Presley
- Little Richard
- Jerry Lee Lewis
- Buddy Holly
- Bo Diddley
- Bill Haley
- Gene Vincent
- The Everly Brothers
- Carl Perkins
- Eddie Cochran